# Gare de Boucle-Saint-Denis
La gare de Boucle-Saint-Denis (en néerlandais : Station Sint-Denijs-Boekel) est une gare ferroviaire belge de la ligne 89. Elle est établie dans la section de Boucle-Saint-Denis de la commune belge de Zwalin située en Région flamande dans la province de Flandre-Orientale.
Mise en service en 1868 par la Société des chemins de fer de l'Ouest de la Belgique, c’est un point d'arrêt non gardé (PANG) de la Société nationale des chemins de fer belges (SNCB). Elle est desservie, uniquement en semaine, par des trains Omnibus (L), Suburbains (S3, S8) et d’Heure de pointe (P).

## Situation ferroviaire
Établie à mètres d'altitude, la gare de Boucle-Saint-Denis est situé au point kilométrique (PK) 30,037 de la ligne de Denderleeuw à Courtrai (ligne 89), entre les gares ouvertes de Munkzwalm et d'Audenarde.

## Historique
La gare, dénommée de « Boucle-Saint-Denis-Nederzwalm » est mise en service le 14 décembre 1868, par la Société belge de chemins de fer, une société privée qui construisait des lignes de chemin de fer pour le compte d'autres compagnies, lorsqu'elle ouvre à l'exploitation la section d'Audenarde à Denderleeuw,. Reprise par l’État belge le 1er janvier 1871, elle est renommée « Boucle-St-Denis-Nederswalm » le 1er août de la même année. Le 1er janvier 1896 elle est décrite comme ouverte à tous les transports.
Le bâtiment de la gare construit par la Société de l'Ouest de la Belgique selon un plan type utilisé en Belgique et en France fait l'objet d'un agrandissement en 1889, dont la nature exacte n'est pas connue. Cette construction identique à celle des gares de Burst, Haaltert et Vichte mais aussi Oostrozebeke est alors un édifice symétrique auquel des fenêtres ont été ajoutées au demi-étage supérieur des ailes latérales. Une photographie estimée à 1920 témoigne du prolongement de l'aile de droite.
En 1916, il y a plusieurs changements de noms, le premier janvier elle est renommée « Boucle-St-Denis (Nederzwalm) » et le premier octobre elle s'appelle « St-Denijs-Boekel ». En 1926, elle est ouverte au chargement des wagons de marchandises et dans une liste de stations elle est indiquée « St-Denijs-Boekel-Nederzwalm/Boucle-St-Denis-Nederzwalm ». C'est en 1981, qu'elle est renommée officiellement « St-Denijs-Boekel », avant de voir son nom se fixer sur « Sint-Denijs-Boekel ».

Installations et bâtiment d'origine de la gare
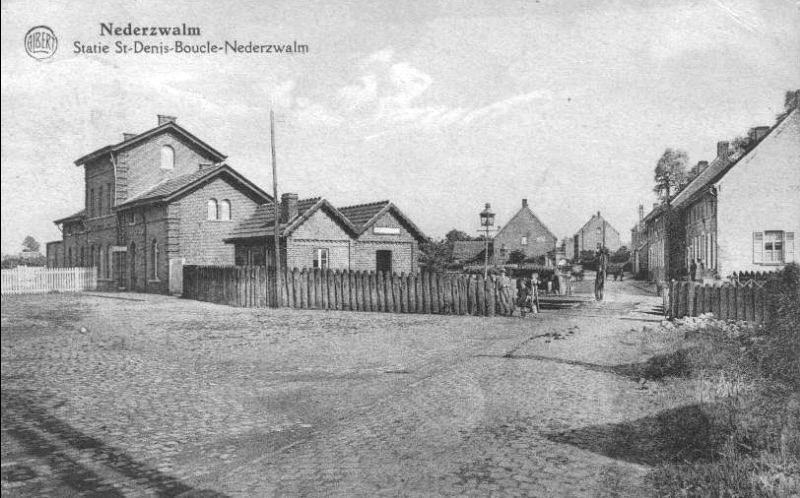
vers 1900.
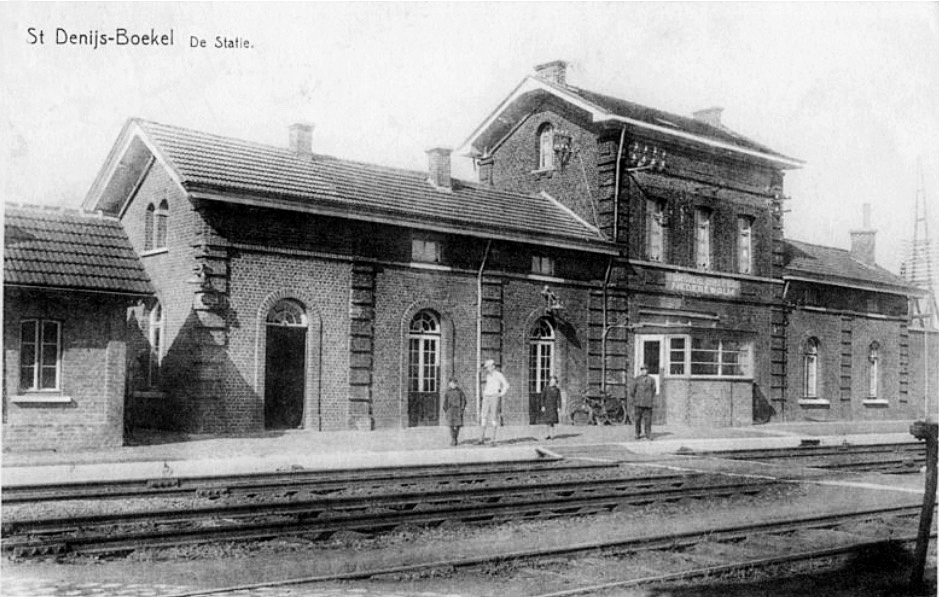
vers 1920.

En 1985, un nouveau bâtiment remplace l'ancien. Une plaque, présente en gare, rappelle qu'elle a été reconstruite en 1985 et remise en service en présence du ministre Herman De Croo. Elle est alors classée comme une annexe, avec personnel, d'Oudenaarde.
La fermeture du guichet intervient le 23 mai 1993 et l'arrêt des dessertes le dimanche est officialisé le 29 mai 1994.
En 2009, Jenne De Potter, Vice-premier ministre et ministre de la Fonction publique, des Entreprises publiques et des Réformes institutionnelles expose dans une question écrite des problèmes rencontrés par les voyageurs. Les bâtiments de la gare sont fermés et inutilisés alors que les voyageurs n'ont que de petits abris de quais pour se protéger par temps de pluie. Une réponse écrite, indique que la fermeture du guichet était due à un trop faible chiffre de vente et que les bâtiments sont en partie utilisés pour le service technique ferroviaire et que la partie inoccupée ne peut pas être confiée à un tiers. Il n'y a actuellement, en 2009, pas de projets de réouverture et pas non plus d'aménagement des quais prévus, car lorsqu'ils ont été rehaussés, il y a quelques années, des abris en nombre suffisant y ont été installés.

La gare en 2009
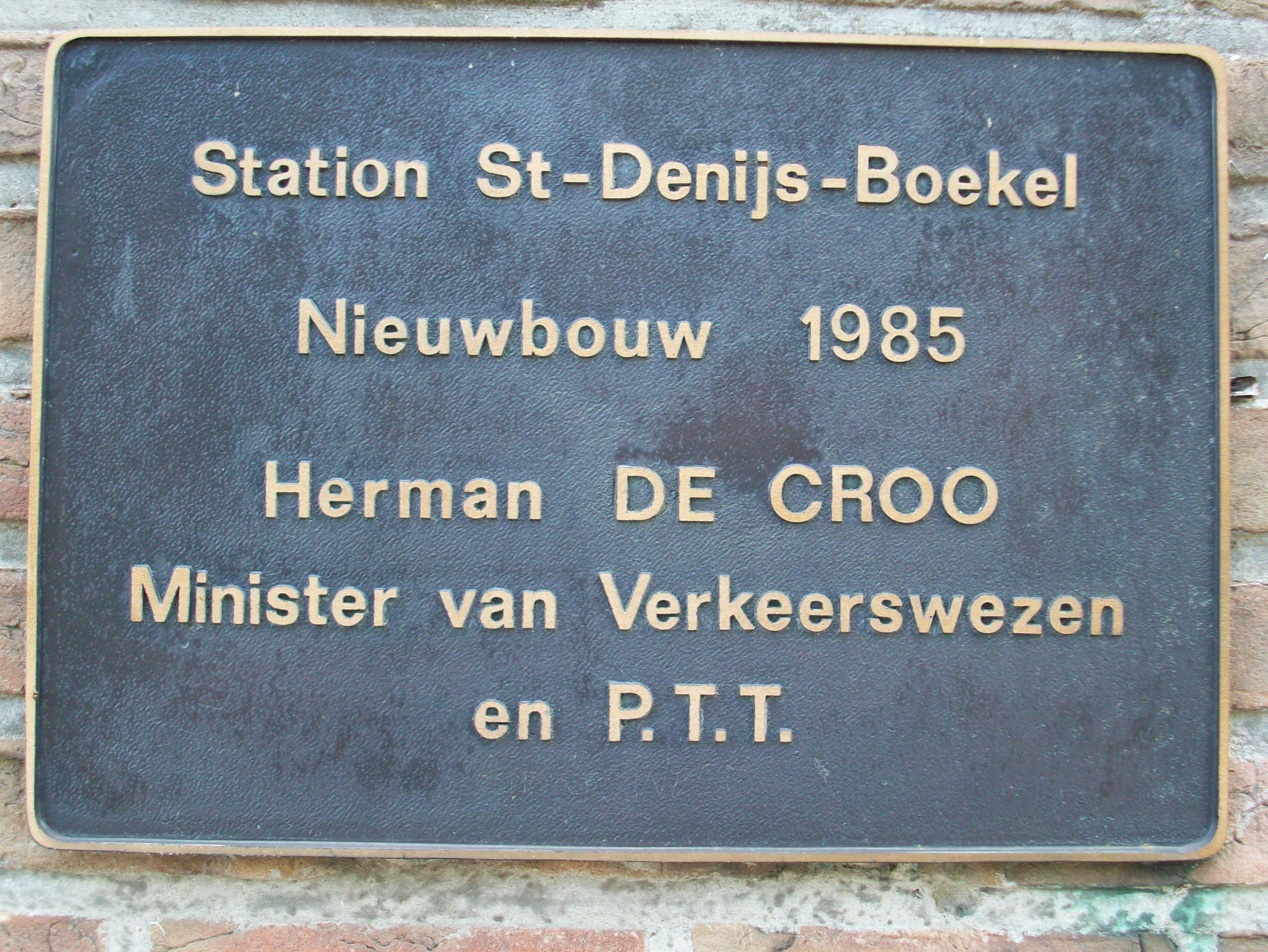
Plaque nouveau bâtiment.
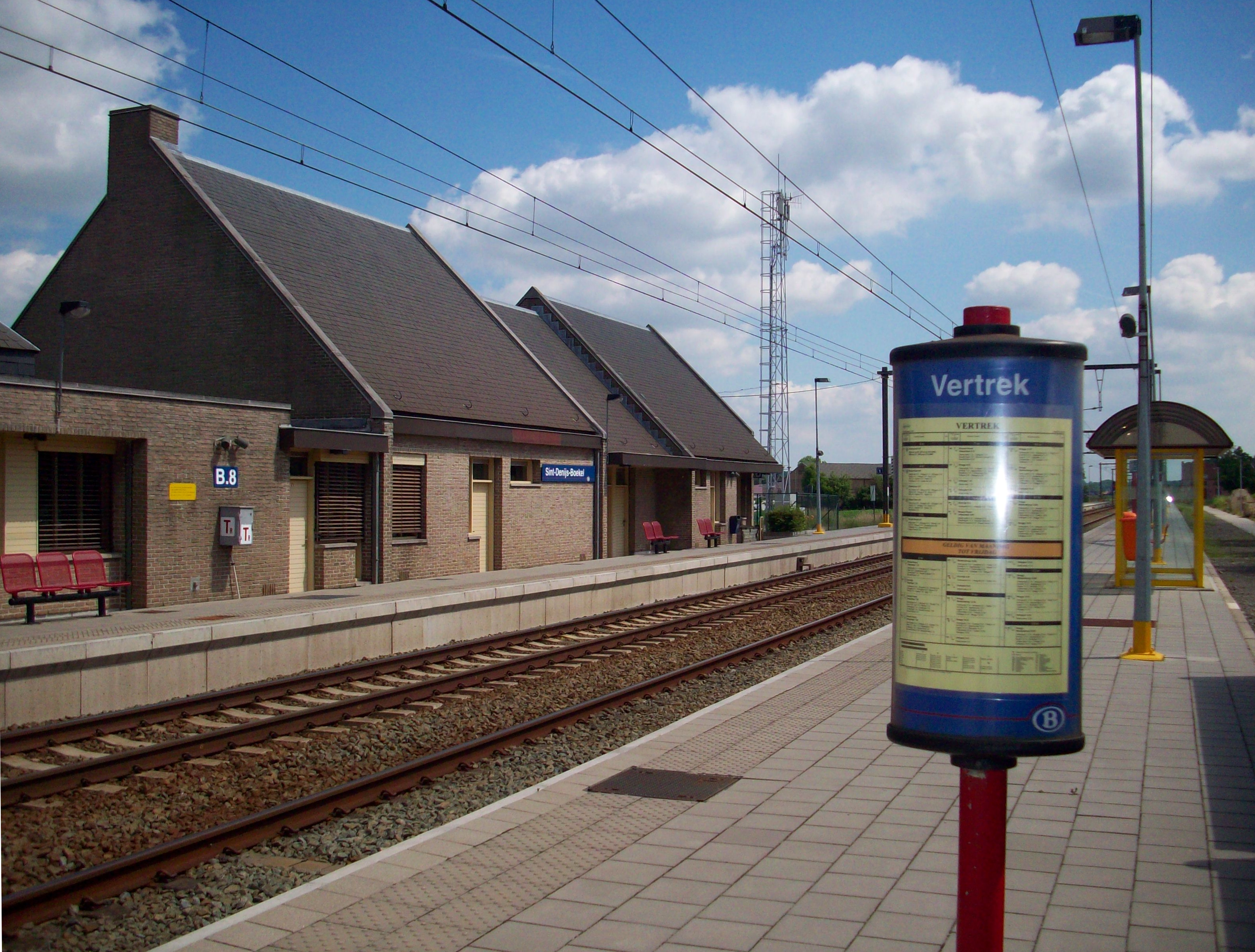
Voies et quais.
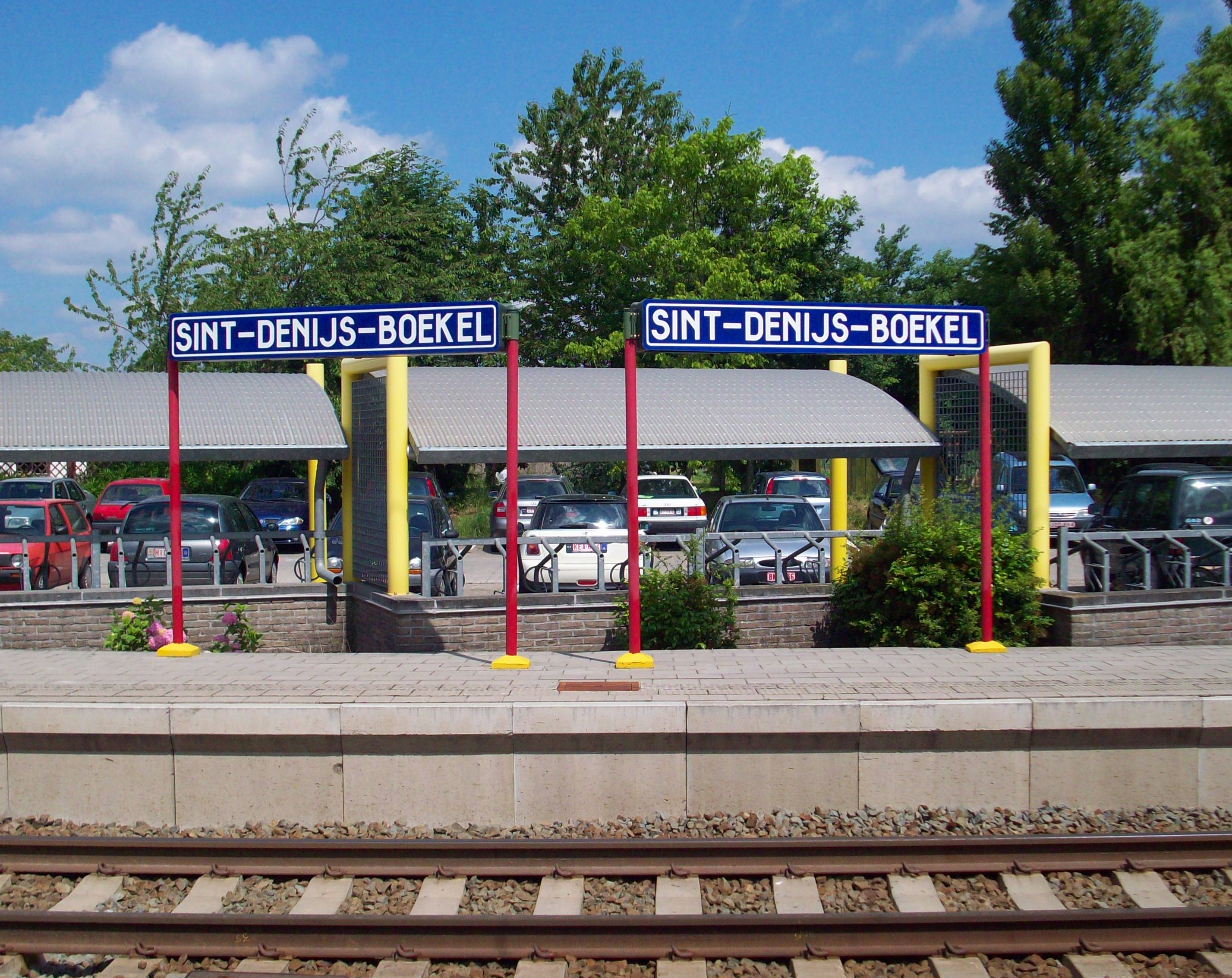
Panneaux de quai.

## Service des voyageurs

### Accueil
Halte SNCB, c'est un point d'arrêt non gardé (PANG) à accès libre. Elle est équipée d'un automat pour l'achat de titre de transport. La traversée des voies s'effectue par le passage à niveau.

### Desserte
Boucle-Saint-Denis est desservie, uniquement en semaine, par des trains Omnibus (L), Suburbains (S3, S8) et d'Heure de pointe (P) de la SNCB circulant sur la ligne commerciale 89 : Denderleeuw - Courtrai (voir brochure SNCB).
La desserte régulière est constituée de trains L reliant, toutes les heures, Courtrai à Zottegem, via Audernade.
Plusieurs trains supplémentaires (P ou S) circulent en heure de pointe : le matin, un unique train S3 d’Audenarde à Termonde via Bruxelles, un unique train S8 d'Audenarde à Bruxelles, trois trains P de Courtrai à Zottegem et deux dans le sens contraire ; l’après-midi, un aller-retour de trains P Zottegem - Courtrai, un unique train P de Poperinge à Zottegem et un S3 de Bruxelles-Nord à Audenarde.
Le week-end et les jours fériés, aucun train ne s’arrête à Boucle-Saint-Denis.

### Intermodalité
Elle dispose d'un parc pour les vélos et d'un parking pour les véhicules.

## Comptage voyageurs
Le graphique et le tableau montrent le nombre de passagers qui en moyenne embarquent durant la semaine, le samedi et le dimanche.
| Nombre de voyageurs qui embarquent à la gare de Boucle Saint-Denis | Nombre de voyageurs qui embarquent à la gare de Boucle Saint-Denis | Nombre de voyageurs qui embarquent à la gare de Boucle Saint-Denis | Nombre de voyageurs qui embarquent à la gare de Boucle Saint-Denis |
|                                                                    | Semaine                                                            | Samedi                                                             | Dimanche                                                           |
| ------------------------------------------------------------------ | ------------------------------------------------------------------ | ------------------------------------------------------------------ | ------------------------------------------------------------------ |
| 1977                                                               | 196                                                                | 7                                                                  | 12                                                                 |
| 1978                                                               | 204                                                                | 13                                                                 | 9                                                                  |
| 1979                                                               | 162                                                                | 13                                                                 | 8                                                                  |
| 1980                                                               | 211                                                                | 18                                                                 | 19                                                                 |
| 1981                                                               | 193                                                                | 17                                                                 | 8                                                                  |
| 1982                                                               | 159                                                                | 24                                                                 | 19                                                                 |
| 1983                                                               | 157                                                                | 17                                                                 | 11                                                                 |
| 1984                                                               | 229                                                                | 23                                                                 | 12                                                                 |
| 1985                                                               | 242                                                                | 22                                                                 | 24                                                                 |
| 1986                                                               | 233                                                                | 35                                                                 | 24                                                                 |
| 1987                                                               | 214                                                                | 20                                                                 | 24                                                                 |
| 1988                                                               | 220                                                                | 21                                                                 | 15                                                                 |
| 1989                                                               | 249                                                                | 13                                                                 | 7                                                                  |
| 1990                                                               | 251                                                                | 19                                                                 | 16                                                                 |
| 1991                                                               | 256                                                                | 19                                                                 | 26                                                                 |
| 1992                                                               | 264                                                                | 22                                                                 | 18                                                                 |
| 1993                                                               | 200                                                                | 18                                                                 | 6                                                                  |
| 1994                                                               | 251                                                                | -                                                                  | -                                                                  |
| 1995                                                               | 196                                                                | -                                                                  | -                                                                  |
| 1996                                                               | 227                                                                | -                                                                  | -                                                                  |
| 1997                                                               | 212                                                                | -                                                                  | -                                                                  |
| 1998                                                               | 248                                                                | -                                                                  | -                                                                  |
| 1999                                                               | 225                                                                | -                                                                  | -                                                                  |
| 2000                                                               | 160                                                                | -                                                                  | -                                                                  |
| 2001                                                               | 172                                                                | -                                                                  | -                                                                  |
| 2002                                                               | 186                                                                | -                                                                  | -                                                                  |
| 2003                                                               | 183                                                                | -                                                                  | -                                                                  |
| 2004                                                               | 146                                                                | -                                                                  | -                                                                  |
| 2005                                                               | 160                                                                | -                                                                  | -                                                                  |
| 2006                                                               | 187                                                                | -                                                                  | -                                                                  |
| 2007                                                               | 200                                                                | -                                                                  | -                                                                  |
| 2008                                                               | -                                                                  | -                                                                  | -                                                                  |
| 2009                                                               | 192                                                                | -                                                                  | -                                                                  |
| 2010                                                               | -                                                                  | -                                                                  | -                                                                  |
| 2011                                                               | -                                                                  | -                                                                  | -                                                                  |
| 2012                                                               | 185                                                                | -                                                                  | -                                                                  |
| 2013                                                               | 296                                                                | -                                                                  | -                                                                  |
| 2014                                                               | 184                                                                | -                                                                  | -                                                                  |
| 2015                                                               | 185                                                                | -                                                                  | -                                                                  |
| 2016                                                               | 142                                                                | -                                                                  | -                                                                  |
| 2017                                                               | 171                                                                | -                                                                  | -                                                                  |
| 2018                                                               | 194                                                                | -                                                                  | -                                                                  |
| 2019                                                               | 152                                                                | -                                                                  | -                                                                  |
| 2020                                                               | 122                                                                | -                                                                  | -                                                                  |
| 2021                                                               | -                                                                  | -                                                                  | -                                                                  |
| 2022                                                               | 170                                                                | -                                                                  | -                                                                  |
| 2023                                                               | 136                                                                | -                                                                  | -                                                                  |
| 2024                                                               | 180                                                                | -                                                                  | -                                                                  |